# Belarus bandyfederation
Belarusian Bandy Federation är det styrande organet för bandy i Belarus. Huvudkontoret ligger i Minsk. Belarusian Bandy Federation grundades 1999 och blev medlem i Federation of International Bandy samma år.